# 시모지 시노
시모지 시노(일본어: 下地 紫野 しもじ しの[*], 1993년 6월 4일 ~ )는 일본의 여성 성우, 가수이다. 오키나와현 출신. 아오니 프로덕션 소속.